# Ceriale
Ceriale (ligur nyelven U Sejô, U Sejâ, U Se"ià, U Serià vagy O Çejâ) település Olaszországban, Liguria régióban, Savona megyében. Lakosainak száma 5321 fő (2023. január 1.). Ceriale Albenga, Balestrino, Borghetto Santo Spirito, Cisano sul Neva és Toirano községekkel határos.

## Népesség
A település lakossága az elmúlt években az alábbi módon változott:
| Lakosok száma | 5561 | 5571 | 5321 |
|               | 2017 | 2018 | 2023 |